# Standesbeamter
Standesbeamte sind Sachbearbeiter im Standesamt mit notarähnlichen Aufgaben (und einer herausgehobenen Stellung). Sie führen ein eigenes Dienstsiegel und handeln in Auftragsverwaltung bundeseinheitlich nach dem Personenstandsgesetz, der Personenstandsverordnung und der „Allgemeinen Verwaltungsvorschrift zum Personenstandsgesetz (PStG-VwV)“.
Haupttätigkeit ist die Sachbearbeitung und Beurkundung von Personenstandsfällen – also Geburten, Eheschließungen, Verpartnerungen und Todesfälle – sowie die damit verbundenen Anliegen der Namensführung (§ 1 PStG). Alle Amtshandlungen mit Ausnahme der Eheschließung bearbeiten sie büromäßig, beispielsweise die Prüfung der Ehefähigkeit. Bei der Beurkundung von Personenstandsfällen – und nur in diesen Fällen – unterliegen die Standesbeamten keiner Weisung (§ 2 PStG). Da Standesbeamte keinen Anspruch haben, nur standesamtliche Tätigkeiten auszuüben, können sie zu anderen Verwaltungstätigkeiten herangezogen werden. 
Die Beamten unterliegen ihrem Diensteid und sind für diese Aufgaben speziell geschult. Da in Deutschland das Beamtentum mehr und mehr reduziert wird, werden immer häufiger Verwaltungsfachangestellte oder Verwaltungsfachwirte als Standesbeamte eingesetzt, die zwar nicht im Dienstverhältnis eines Beamten stehen, aber Amtsträger gemäß § 11 Nr. 2 StGB sind und somit in ihrer Tätigkeit im Standesamt die Funktionsbezeichnung Standesbeamter führen. 
Manche Standesbeamte tragen bei der Eheschließung eine Amtstracht und werden von Offizianten assistiert. Ein Teil der deutschen Standesbeamten ist im Bundesverband der Deutschen Standesbeamtinnen und Standesbeamten organisiert. In Bad Salzschlirf in Hessen besteht eine Akademie für Personenstandswesen. 
Standesbeamte gibt es in Deutschland seit dem 19. Jahrhundert. Im Südwesten wurden sie bereits unter der napoleonischen Besatzung eingeführt, im restlichen Deutschen Reich durch Otto von Bismarck im Zuge der Trennung von Religion und Staat.